# Diócesis de Qinzhou
La diócesis de Qinzhou o de Tsinchow (en latín: Dioecesis Zinceuvensis y en chino tradicional, 天主教秦州教區; en chino simplificado, 天主教秦州教区) es una circunscripción eclesiástica de la Iglesia católica en China. Se trata de una diócesis latina, sufragánea de la arquidiócesis de Lanzhou. Desde el 19 de agosto de 2011 su obispo es John Wang Ruowang, aunque para el Anuario Pontificio es sede vacante desde el 24 de noviembre de 1972. La Asociación Patriótica Católica China la renombró como diócesis de Tianshui en año desconocido y sin el asentimiento de la Santa Sede. 

## Territorio y organización
La diócesis tiene 45 000 km² y extiende su jurisdicción sobre los fieles católicos de rito latino residentes en parte de la provincia de Gansu. La diócesis limita al este con la diócesis de Fengxiang (Shaanxi) y la diócesis de Hanzhong (Shaanxi), al noroeste con la arquidiócesis de Lanzhou (Gansu), al nordeste con la diócesis de Pingliang (Gansu), al sudoeste con la diócesis de Kangding (Tíbet sichuanés), y al sudeste con la diócesis de Chengdu (Sichuan).
La sede de la diócesis se encuentra en la ciudad de Tianshui (antes llamada Qinzhou), en donde se halla la Catedral de Dongguan.
En 1950 en la diócesis existían 24 parroquias.
San Fidel de Sigmaringa es el patrono de Kansu Meridional.

## Historia
La prefectura apostólica de Kansu Meridional fue erigida el 28 de abril de 1905, obteniendo el territorio del vicariato apostólico de Kansu (hoy arquidiócesis de Lanzhou), y fue confiada a los misioneros de Scheut.
El 8 de marzo de 1922 mediante el breve Apostolatus officium del papa Pío XI se reorganizó la actividad misionera en Gansu y en lugar de la prefectura apostólica de Kansu Meridional se erigió el vicariato apostólico de Kansu Oriental, confiado a los capuchinos.
El 3 de diciembre de 1924 el vicariato apostólico volvió a cambiar su nombre por el de vicariato apostólico de Tsinchow mediante el decreto Vicarii et Praefecti de la Congregación de Propaganda Fide.
El 25 de enero de 1930 cedió una porción de su territorio para la erección de la prefectura apostólica de Pingliang (hoy diócesis de Pingliang) mediante el breve Longinquis in regionibus del papa Pío XI.
El 11 de abril de 1946 el vicariato apostólico fue elevado a diócesis con la bula Quotidie Nos del papa Pío XII.
En agosto de 1949 el Partido Comunista de China capturó Qinzhou, se impuso en la guerra civil y proclamó la República Popular China el 1 de octubre de 1949. El 4 de septiembre de 1951 China comunista expulsó al nuncio apostólico Antonio Riberi y la Santa Sede continuó reconociendo a la República de China en Taiwán como el legítimo gobierno chino. Todos los misioneros extranjeros fueron expulsados de China comunista en 1952, entre ellos el obispo Peter Gratian Grimm. 
La Asociación Patriótica Católica China fue creada con el apoyo de la Oficina de Asuntos Religiosos de la República Popular de China en 1957, con el objetivo de controlar las actividades de los católicos en China. Su nombre público es Iglesia católica china y es referida como la "Iglesia oficial" en contraposición a la "Iglesia subterránea" o "Iglesia clandestina" leal a la Santa Sede.
En el período de 1966 a 1976 la Revolución Cultural se ensañó especialmente contra la religión, destruyéndose numerosas iglesias y cesaron todas las actividades religiosas en la diócesis. La diócesis reasumió sus actividades en la década de 1980. La Asociación Patriótica Católica China la renombró como diócesis de Tianshui en año desconocido y sin el asentimiento de la Santa Sede.  
El 28 de enero de 1981 Casimir Wang Milu fue ordenado obispo clandestinamente. Al negarse a unirse a la Asociación Patriótica Católica China, no fue reconocido como obispo por el gobierno chino y fue detenido en 1984 y condenado a 10 años de prisión. En el momento de su arresto, la diócesis estaba gobernada por el obispo "patriótico" Augustin Zhao Jingnong, antiguo administrador diocesano desde 1951, ordenado obispo en 1981, y fallecido en mayo de 2004. Construyó la nueva catedral, ya que la anterior, dedicada a Santa Teresa, había sido transformada en vivienda particular.
Actualmente, desde el punto de vista del gobierno chino, la diócesis está vacante y es administrada por el sacerdote Bosco Zhao Jianzhang. La iglesia clandestina, sin embargo, gobernada por el anciano Casimir Wang Milu hasta su dimisión en 2003, fue posteriormente entregada bajo administración al sacerdote Juan Bautista Wang Ruohan hasta, al parecer, a finales de 2011, cuando el hermano de este último fue ordenado obispo clandestinamente, John Wang Ruowang.
El 24 de julio de 2011 fue ordenado el primer diácono después de más de treinta años.
El 22 de septiembre de 2018 se firmó en Pekín el Acuerdo provisional entre la Santa Sede y la República Popular de China sobre el nombramiento de los obispos. El 22 de octubre de 2020 el acuerdo fue prorrogado por otros dos años y en octubre de 2022 por otros dos años más.
El 28 de julio de 2021 fue consagrado el obispo coadjutor Antonio Li Hui, quinto obispo desde la firma del acuerdo provisional entre la Santa Sede y la República Popular China en septiembre de 2018. El papa Francisco había dado su aprobación al nombramiento el 11 de enero anterior.
Debido a la situación particular de la Iglesia católica en China, la Santa Sede no nombra obispos para las diócesis chinas, que son sedes oficialmente vacantes incluso en presencia de obispos reconocidos por Roma.

## Estadísticas
Según el Anuario Pontificio 2002 la diócesis tenía a fines de 1950 un total de 378 520 fieles bautizados.
| Año                                                                             | Población            | Población | Población      | Sacerdotes | Sacerdotes    | Sacerdotes    | Bautizados por sacerdote | Diáconos permanentes | Religiosos | Religiosos | Parroquias |
| Año                                                                             | Bautizados católicos | Total     | % de católicos | Total      | Clero secular | Clero regular | Bautizados por sacerdote | Diáconos permanentes | Varones    | Mujeres    | Parroquias |
| ------------------------------------------------------------------------------- | -------------------- | --------- | -------------- | ---------- | ------------- | ------------- | ------------------------ | -------------------- | ---------- | ---------- | ---------- |
| 1950                                                                            | 8548                 | 2 500 000 | 0.3            | 28         | 10            | 18            | 305                      |                      | 1          | 33         | 24         |
| Fuente: Catholic-Hierarchy, que a su vez toma los datos del Anuario Pontificio. |                      |           |                |            |               |               |                          |                      |            |            |            |

La diócesis cuenta hoy con más de 20 000 fieles, decenas de sacerdotes y 20 monjas de la Congregación de la Sagrada Familia.

## Episcopologio
- Everard Ter Laak, C.I.C.M. † (21 de junio de 1906-6 de mayo de 1914 nombrado vicario apostólico coadjutor de Mongolia Central)
- Constantin Daems, C.I.C.M. † (6 de mayo de 1914-8 de marzo de 1922 renunció)
- Salvador-Pierre Walleser, O.F.M.Cap. † (28 de marzo de 1922-1 de enero de 1946 falleció)
- Peter Gratian Grimm, O.F.M. Cap. † (21 de abril de 1949-24 de noviembre de 1972 falleció)
  - Sede vacante
  - Augustin Zhao Jingnong † (24 de julio de 1981 consagrado-16 de mayo de 2004 falleció) (obispo oficial)
  - Casimir Wang Milu † (28 de enero de 1981-24 de julio de 2003 retirado) (obispo clandestino)
  - John Wang Ruowang, desde el 19 de agosto de 2011 (obispo clandestino)